# Gare de Mulhouse-Ville
La gare de Mulhouse-Ville (dénomination officielle pour la différencier des autres gares mulhousiennes), aussi appelée Gare Centrale [de Mulhouse], est une gare ferroviaire française située à proximité du centre-ville de Mulhouse, dans la collectivité européenne d'Alsace, en région Grand Est.
La première gare de Mulhouse est mise en service en 1839 par la Compagnie du chemin de fer de Mulhouse à Thann. La gare actuelle est ouverte le 3 janvier 1933.
C'est une gare de la Société nationale des chemins de fer français (SNCF), du réseau TER Grand Est, desservie par des trains de grandes lignes (TGV inOui et Lyria) et des trains express régionaux (notamment TER 200).

## Situation ferroviaire
Établie à 241 mètres d'altitude, la gare de Mulhouse-Ville est l'aboutissement, au point kilométrique (PK) 490,900, de la ligne de Paris-Est à Mulhouse-Ville (la gare précédente, fermée, est Hasenrain).
Nœud ferroviaire, elle est située au PK 108,316 de la ligne de Strasbourg-Ville à Saint-Louis, entre les gares de Mulhouse-Dornach et de Rixheim, et constitue l'origine de la ligne de Mulhouse-Ville à Chalampé (cette dernière permet l'accès au réseau allemand ; la gare suivante, fermée aux voyageurs, est Île-Napoléon).

## Histoire
La desserte ferroviaire de Mulhouse, qui débute en 1839, s'articule autour de trois gares qui se succédèrent au cours du XIXe siècle et du XXe siècle, la dernière étant la gare actuelle (mise en service en 1933).

### Première gare provisoire de 1839
La première gare de Mulhouse est mise en service le 1er septembre 1839 par la Compagnie du chemin de fer de Mulhouse à Thann, de Nicolas Koechlin, pour l'inauguration de sa ligne de Mulhouse à Thann, dont l'exploitation commerciale débute le lendemain. Elle dispose d'un débarcadère provisoire établi entre le canal et l'établissement d'André Koechlin & Cie, au début de la ligne droite qui mène à Lutterbach.

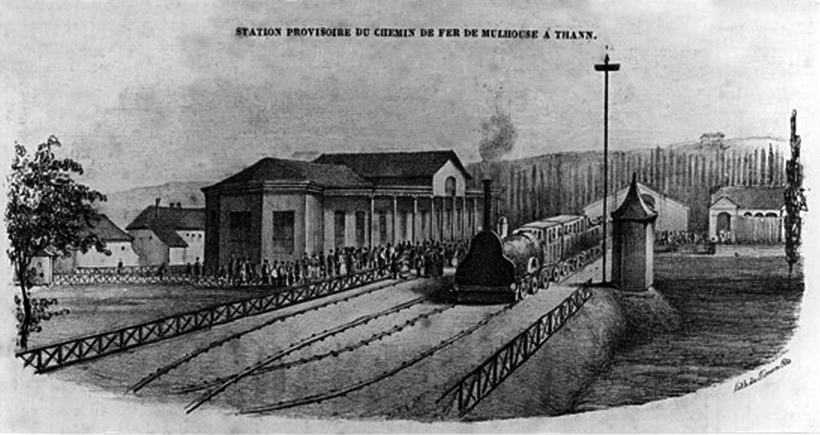
Station provisoire de 1839.

Le bâtiment dispose d'une salle d'attente aménagée en salle de réception qui permet de recevoir les invités. À l'extérieur, une estrade a été construite pour permettre aux femmes d'assister à l'évènement. Les frères Kœchlin accueillent leurs invités dès huit heures alors qu'il y a déjà une foule de curieux près des deux voies du chemin de fer. Le premier départ, à huit heures trente, est celui du train des officiels tracté par la locomotive Le Napoléon construite à Mulhouse. Puis toute la journée, sous une pluie battante, des trains vont faire des allers-retours entre Thann et Mulhouse, tractés par la locomotive La Ville de Thann ou par des machines de construction anglaise, permettant ainsi à des personnes de toutes conditions d'effectuer leur premier voyage en chemin de fer.
Pendant cette première année d'exploitation, les voyageurs attendaient l'annonce du départ dans l'une des trois salles d'attente, de première, deuxième et troisième classe. Ils sortaient sur le trottoir couvert pour monter dans les wagons quand le chef de station avait donné le signal en actionnant la cloche. Lorsque les voyageurs étaient installés, le chef de train donnait un coup de trompe et le mécanicien faisait siffler la machine puis le convoi prenait le départ.
Le 25 octobre 1840, la section de Mulhouse à Saint-Louis, deuxième tronçon de la ligne Strasbourg – Bâle, est mise en service par la Compagnie du chemin de fer de Strasbourg à Bâle.

### Gare de 1841

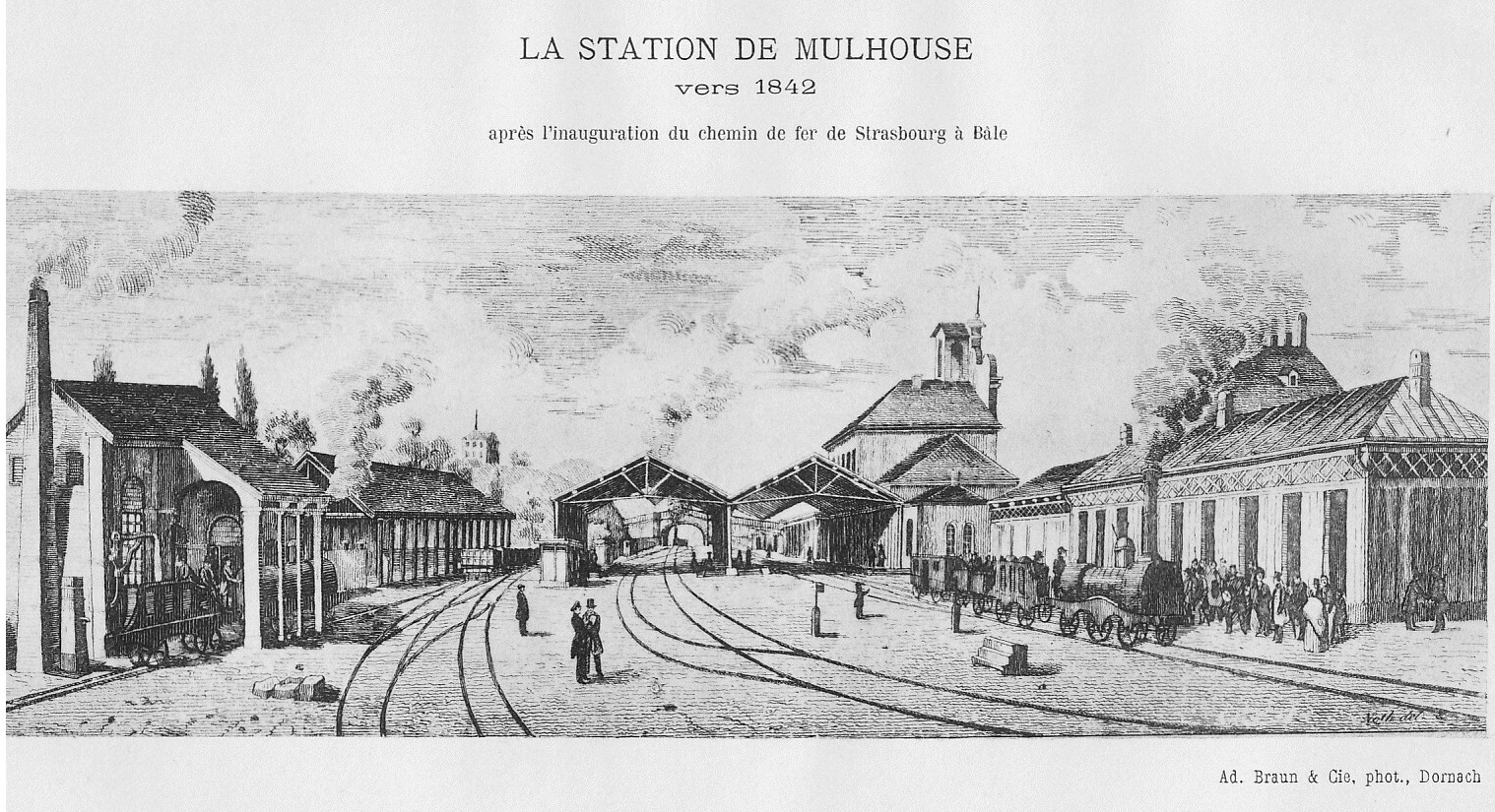
La gare, vers 1842.

La première gare définitive est réalisée par les architectes Félix Fries et Frédéric Günther. Elle est construite approximativement sur l'emplacement actuel sur la ligne Mulhouse - Saint-Louis en cours de prolongement vers la Suisse.
Du 15 août 1841 au 31 mai 1842, la station de Mulhouse délivre des billets à 116 887 voyageurs pour une recette de 225 125,10 francs, à laquelle s'ajoute 32 643,60 francs pour le service des bagages et marchandises. Cela la place à la première place des stations de la compagnie pour le nombre de voyageurs et à la deuxième place pour la recette concernant les voyageurs comme pour la recette concernant les bagages et marchandises.
La ligne de Saint-Louis à Bâle-remparts est mise en service le 15 juin 1844.
Le 20 avril 1854, la Compagnie des chemins de fer de l'Est succède à la Compagnie du chemin de fer de Strasbourg à Bâle.
Le 15 octobre 1857, la ligne de Mulhouse à Dannemarie est mise en service par la Compagnie de l'Est. Le 15 février 1858, la ligne de Belfort à Dannemarie est mise en service par la même compagnie.
En 1871, la gare entre dans le réseau de la Direction générale impériale des chemins de fer d'Alsace-Lorraine (EL) à la suite de la défaite française lors de la guerre franco-allemande de 1870 (et le traité de Francfort qui s'ensuivit).
Le 6 février 1878, la ligne entre Mulhouse et le Rhin est mise en service par la Direction générale impériale des chemins de fer d'Alsace-Lorraine. Celle-ci met également en service, le 5 août 1886, la ligne entre Mulhouse et le port du canal puis, le 1er avril 1916, la ligne de Mulhouse à Dornach et Mulhouse-Nord.

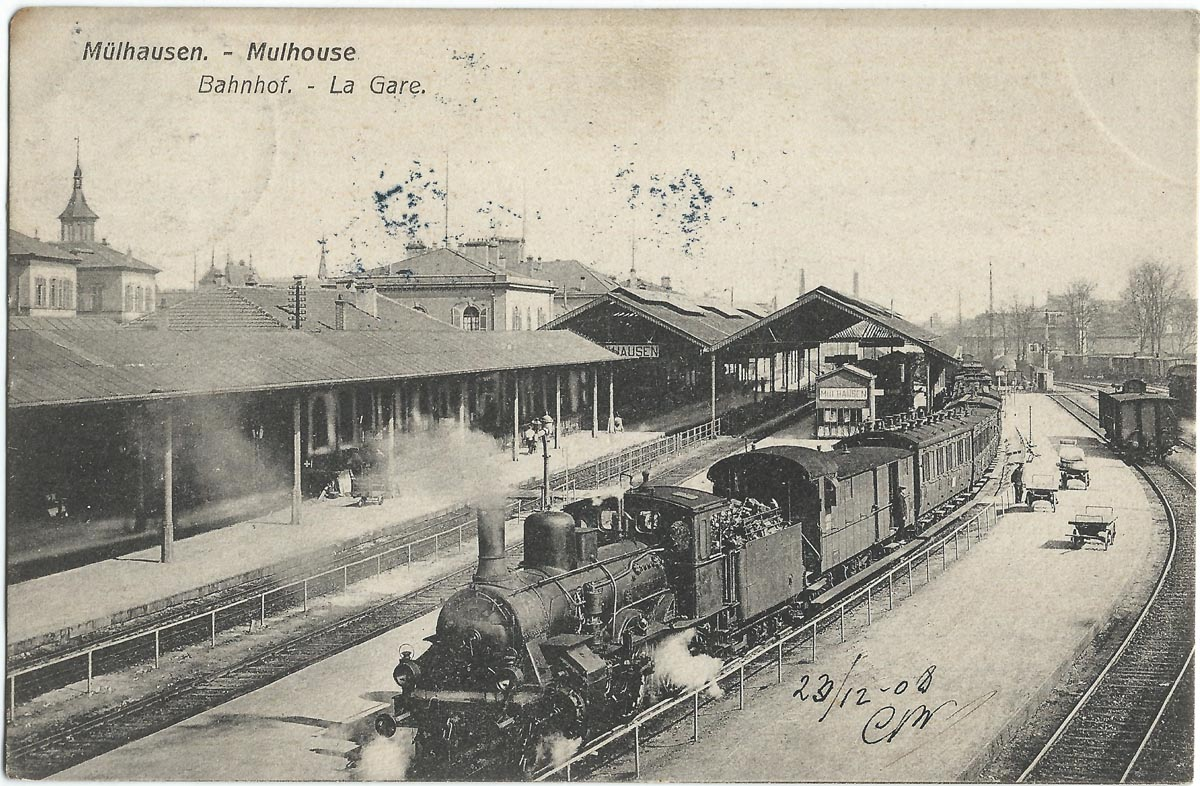
Voies et quais de la gare, vers 1908.

Le train Riviera-Express de la Compagnie internationale des wagons-lits, reliant Berlin à Nice via Francfort, dessert la gare à partir du 3 décembre 1900. Il disparait lorsque le premier conflit mondial éclate.
Le 19 juin 1919, la gare entre dans le réseau de l'Administration des chemins de fer d'Alsace et de Lorraine (AL), à la suite de la victoire française lors de la Première Guerre mondiale.

### Gare actuelle

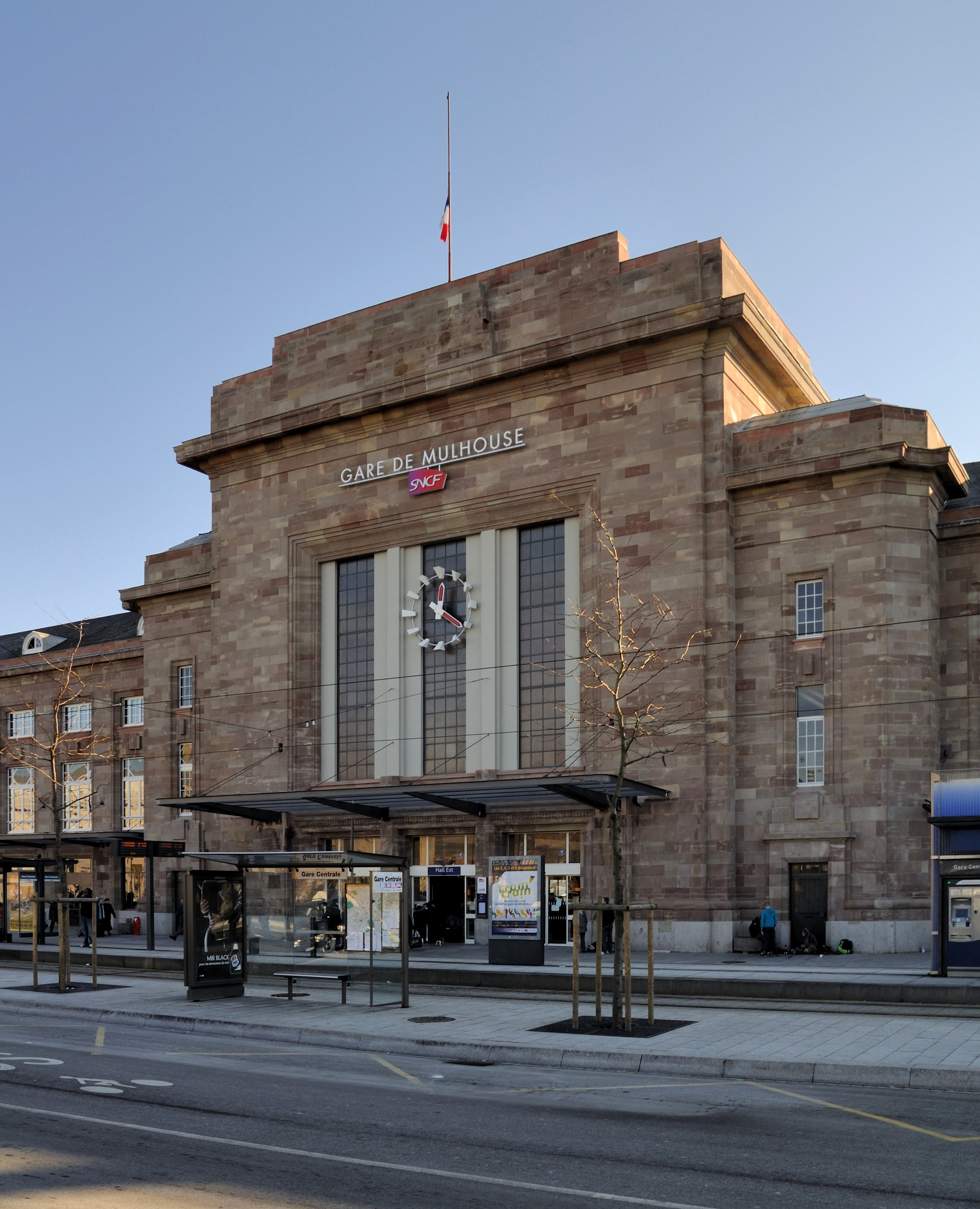
Entrée principale.

La gare originelle étant devenue trop petite, elle est remplacée par l'actuel bâtiment, qui est construit entre 1928 et 1932 par les architectes Charles Schulé, Albert Doll et Paul Gélis pour l'Administration des chemins de fer d'Alsace et de Lorraine.
Le 29 décembre 1932, a lieu l'inauguration de la nouvelle gare. Bien que les travaux ne soient pas terminés, les bâtiments sont ouverts au public le 3 janvier 1933, les voies et les abords étant encore en cours d'aménagements. La démolition de l'ancienne gare vient de débuter.
Le 1er janvier 1938, la SNCF devient concessionnaire des installations ferroviaires de Mulhouse. Cependant, après l'annexion allemande de l'Alsace-Lorraine, c'est la Deutsche Reichsbahn qui gère la gare pendant la Seconde Guerre mondiale, du 1er juillet 1940 jusqu'à la Libération (en 1944 – 1945).
Elle est bombardée et endommagée en particulier en 1944. Ce n'est qu'en 1955 que le bâtiment est restauré en simplifiant la façade et en reconstruisant les deux grandes salles de départ (hall est) et d'arrivée (hall ouest).
En 2006, la station de tramway est inaugurée avec son pôle d'échange et les différentes lignes de bus. La même année, la gare est restaurée et la deuxième passerelle est prolongée jusqu'au boulevard Wallach avec la création d'un dépose-minute dans cette rue. Ces travaux sont effectués en prévision de l'arrivée du TGV Est, le 10 juin 2007. Pour l'arrivée du TGV Rhin-Rhône, le 11 décembre 2011, l'ensemble des quais est abaissé pour être au niveau du plancher des trains.
Le 9 décembre 2012, la ligne de Mulhouse-Ville à Chalampé est rouverte au trafic voyageurs après 29 ans de fermeture. La liaison entre Mulhouse et Müllheim (et une fois par jour, Fribourg-en-Brisgau) est effectuée par des X 73900. Le 26 août 2013, le TGV reliant Paris-Gare-de-Lyon à Fribourg-en-Brisgau est mis en service à raison d'un aller-retour par jour. Entre Mulhouse et Fribourg, les rames TGV empruntent la ligne de Mulhouse-Ville à Chalampé, rouverte, sur laquelle ils circulent à une vitesse d'environ 90 km/h. Toutefois, ce TGV change d'itinéraire en décembre 2018, et relie désormais Paris-Est en passant par Offenbourg et Strasbourg.
De 2019 jusqu'en 2025, la gare subit d'importantes opérations de modernisation visant à fluidifier le trafic et améliorer ses capacités. Le plan de voies est réorganisé, permettant d'augmenter la vitesse sur certains itinéraires, les quais des voies 1 à 7 sont rallongés pour pouvoir accueillir des TGV en UM, et une nouvelle voie (voie 32) ainsi qu'un nouveau quai sont créés pour permettre un cadencement à l'heure des trains vers Mulheim. Enfin, la gare est raccordée au Poste de Commande Décentralisé de Strasbourg.
À l'horizon 2030, la gare doit être desservie par les trains de la ligne S2 du RER trinational de Bâle, aussi appelé Trireno.

## Fréquentation
De 2015 à 2024, selon les estimations de la SNCF, la fréquentation annuelle de la gare s'élève aux nombres indiqués dans le tableau ci-dessous.
| Année                      | 2015      | 2016      | 2017      | 2018      | 2019      | 2020      | 2021      | 2022      | 2023      | 2024      |
| -------------------------- | --------- | --------- | --------- | --------- | --------- | --------- | --------- | --------- | --------- | --------- |
| Voyageurs                  | 5 017 072 | 4 946 420 | 5 174 727 | 5 055 333 | 5 320 370 | 3 408 899 | 4 074 689 | 5 056 324 | 5 637 668 | 5 702 065 |
| Voyageurs et non voyageurs | 6 601 410 | 6 508 448 | 6 808 851 | 6 651 754 | 7 000 488 | 4 485 393 | 5 361 433 | 6 653 057 | 7 417 984 | 7 502 718 |

## Installations de la gare

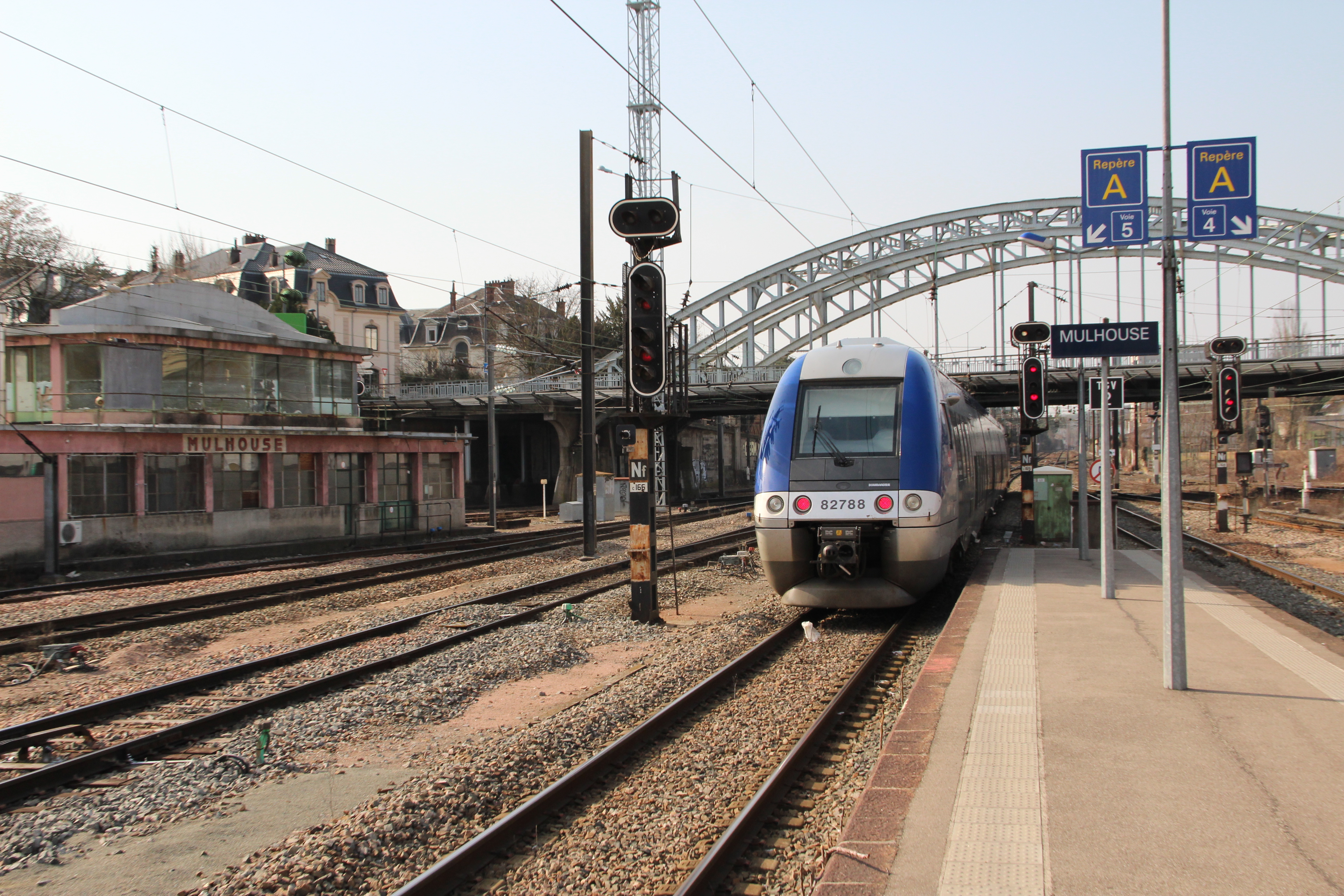
Les voies, en direction de Strasbourg, et le poste d'aiguillage désaffecté. L'actuel poste se situe de l'autre côté de la gare, en direction de Bâle.

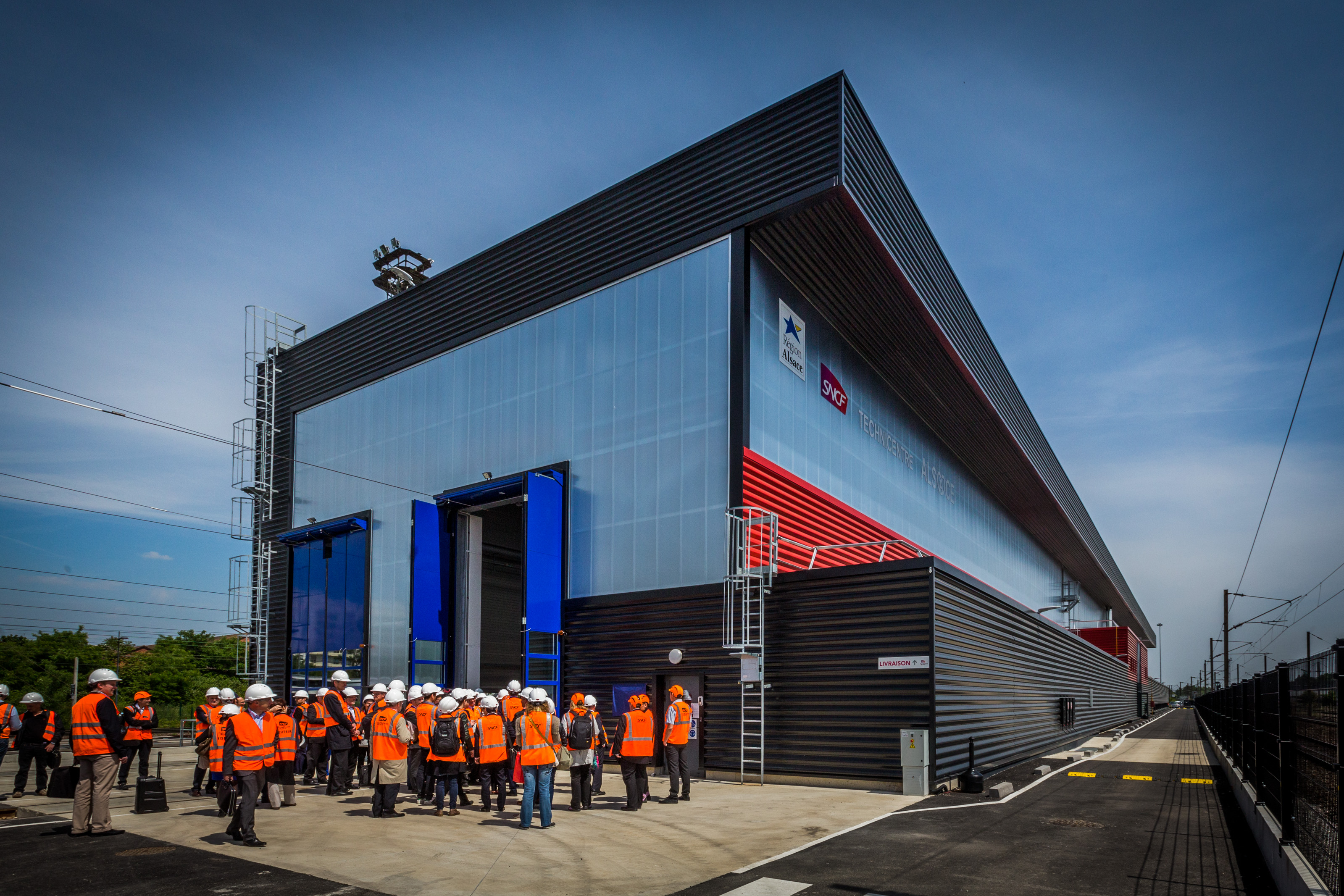
Le nouvel atelier de maintenance des TER.

La gare de Mulhouse-Ville est une gare monumentale. Elle constitue le centre du second nœud ferroviaire d'Alsace après Strasbourg.
Du côté Strasbourg/Paris, on trouve : les anciens bâtiments de la poste ayant trois voies à quai, le dépôt pour les locomotives et autorails (en 2009, il n'est plus utilisé) et un poste d'aiguillage. Du côté Saint-Louis, on trouve : un quai pour les wagons porte-autos des trains auto-couchettes, la station de ravitaillement en gazole et sable ainsi que les passerelles pour l'inspection des locomotives, les réservoirs de stockage, le bâtiment administratif du dépôt et un poste d'aiguillage. Un peu plus loin, on trouve : le faisceau marchandises, le faisceau de remisage du matériel voyageurs, les anciens entrepôts (en 2009, ils ne sont plus utilisés), une aire de chargement/déchargement d'automobiles (en 2009, elle n'est plus utilisée), et la nouvelle poste dont la voie a été déposée en 2007. On trouvait aussi un négociant en charbon et fuel (transformé en parking en 2008) et des entrepôts dont il ne reste plus que les quais inutilisés. De ce côté, part aussi la voie vers Chalampé où était embranché le dépôt de l'Île-Napoléon dont il ne reste qu'une friche.
Un dépôt de locomotives est construit au lieu-dit La Wanne, à l'est de la gare, vers 1845. Il a compté jusqu'à trois rotondes. Le dépôt de Mulhouse-Wanne est fermé en 1932 lors de l'ouverture du dépôt d'Île-Napoléon. Une rotonde, qui a cependant été conservée, est utilisée par le service « voie et bâtiment »[réf. à confirmer].
Le nouvel atelier de maintenance multiséries des TER (désormais rattaché au technicentre Grand-Est) est situé à l'est de la gare de Mulhouse-Ville. Financé par la région Alsace, il a été inauguré le 28 mai 2015. Son sol est situé à 1,5 m sous les voies et des passerelles permettent d’accéder aux toits des rames. Le bâtiment mesure 132 mètres de long, 23 mètres de large et 13 mètres de haut. Il fonctionne sept jours sur sept et 24 heures sur 24, avec 50 techniciens répartis en quatre équipes.
Engagée à partir de 2019, avec achèvement des travaux à l'horizon de 2026, la modernisation du nœud ferroviaire de Mulhouse (principalement à la gare) consiste à mieux organiser la circulation des trains pour améliorer la qualité de service du réseau ferré. Il se traduit par divers aménagements (voies, quais, réseaux etc.) visant à optimiser la gestion des trains ainsi que le renouvellement du poste de signalisation,,.

## Service des voyageurs

### Accueil
Gare SNCF, elle dispose d'un bâtiment voyageurs, avec guichets, ouvert tous les jours. Elle est équipée d'automates pour l'achat de titres de transport. Deux passerelles permettent la traversée des voies et l'accès aux quais.

### Desserte

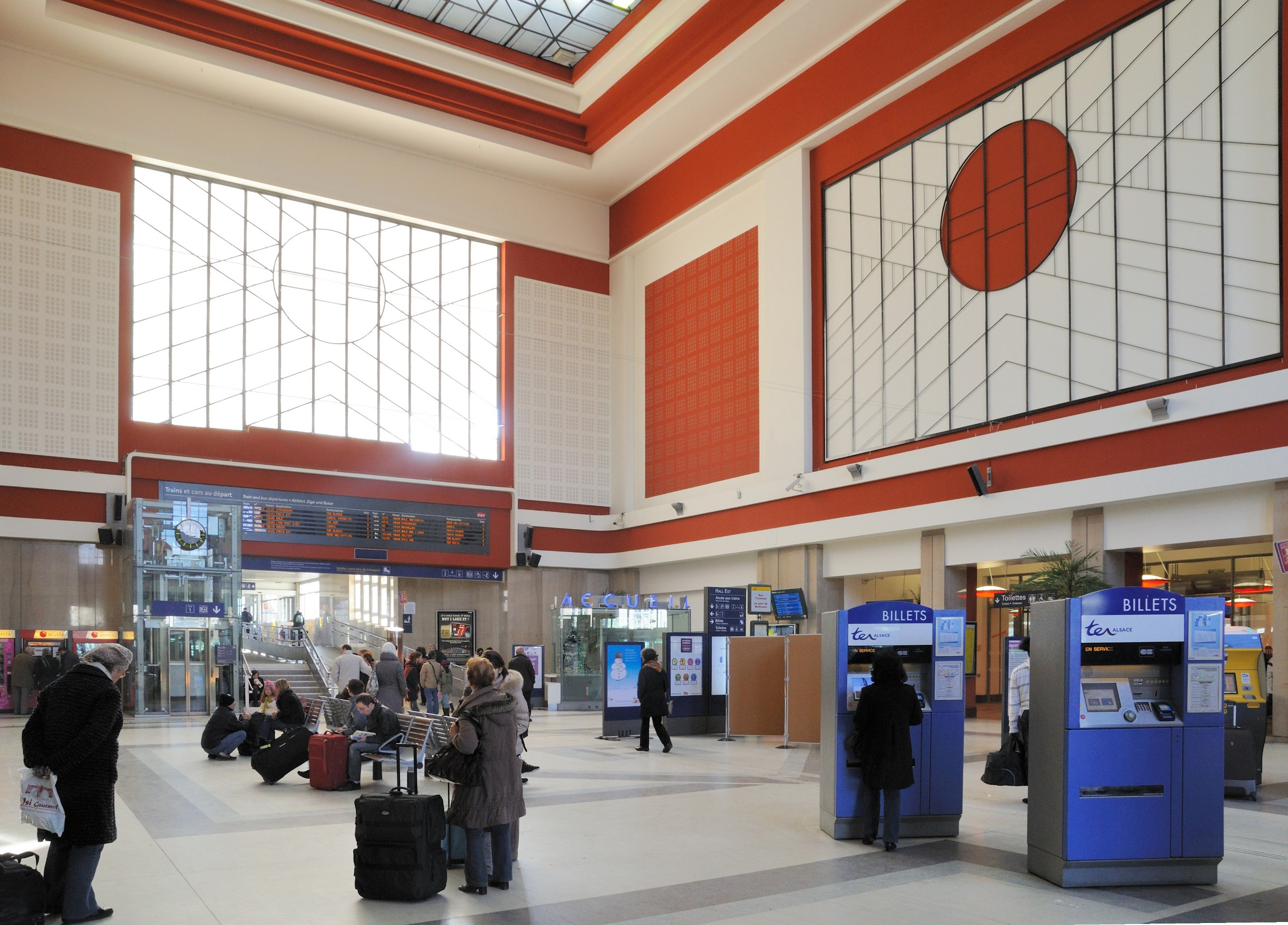
Hall du bâtiment voyageurs.

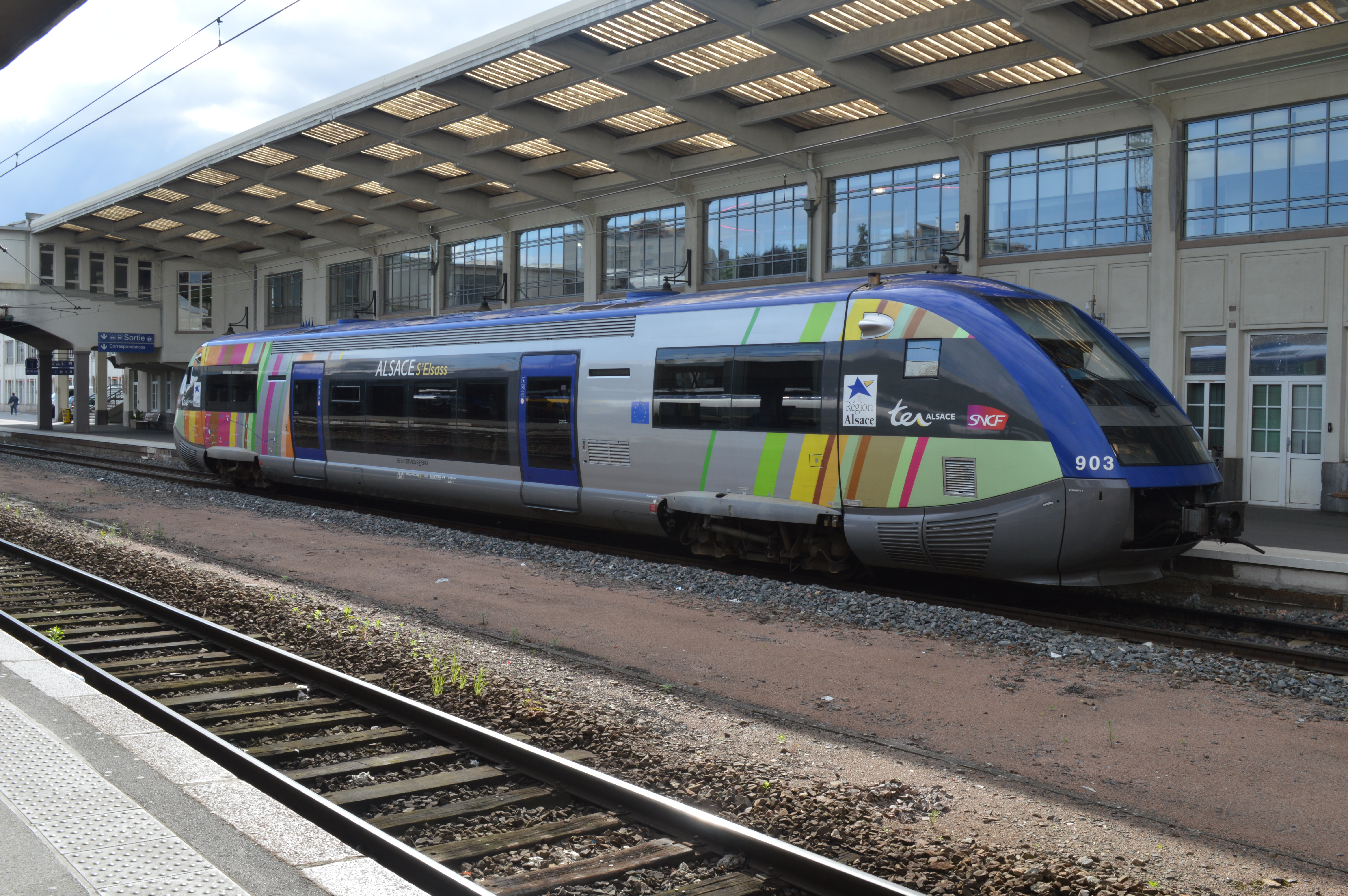
Un autorail X 73900 à quai.

Du 10 juin 2007 au 10 décembre 2011, Mulhouse était reliée à la gare de Paris-Est via la LGV Est européenne, en 3 h 10, par six allers-retours (dont quatre prolongés jusqu'à Zurich en 1 h 20), ce qui avait alors permis un gain de temps d'environ 1 h 30 par rapport à l'Intercités au départ de Paris-Est via Troyes (assuré en traction thermique par des CC 72100). Ces trains classiques furent toutefois maintenus jusqu'au 10 décembre 2011, veille de la mise en service de la LGV Rhin-Rhône. Les TGV (empruntant alors la LGV Est et la ligne de Strasbourg-Ville à Saint-Louis) ainsi que les Intercités ont, le 11 décembre 2011, été remplacés par des TGV au départ de Paris-Gare-de-Lyon, empruntant la LGV Rhin-Rhône. Les relations entre Paris et Mulhouse sont désormais réalisées en 2 h 40, avec onze allers-retours quotidiens. Depuis le 10 décembre 2017, lesdits Intercités desservent de nouveau Mulhouse, en complément des TGV, au rythme de deux à trois allers-retours quotidiens. Ces trains deviennent des TER en septembre 2018 ; ils sont désormais assurés par des rames Coradia Liner.
Depuis le 12 décembre 2004, un TGV reliant Strasbourg à Marseille circule quotidiennement. Ce service vers le sud de la France était complété par quatre allers-retours en trains Intercités vers Lyon. Depuis le 11 décembre 2011 et la mise en service commercial de la LGV Rhin-Rhône, cette desserte s'est étoffée. Les Intercités ont été supprimés et remplacés par six TGV allers-retours vers Lyon dont trois sont prolongés jusqu'à Marseille en 4 h 40. Deux allers-retours pour Montpellier-Saint-Roch en 4 h 50 et deux allers-retours vers Lille-Europe sont également mis en place, l'un passant par Dijon et l'autre via Strasbourg.
Depuis la mise en service de la LGV Rhin-Rhône, les dessertes vers Francfort demandent un temps de trajet de trois heures environ.
Les EuroCity Iris et Vauban, qui reliaient Bâle à Bruxelles via Mulhouse, Strasbourg, Metz et Luxembourg, sont supprimés le 3 avril 2016 (dernier jour de circulation le 2 avril) en prévision de la mise en service du second tronçon de la LGV Est. Les TER 200 reliant Nancy ou Luxembourg à Bâle sont supprimés à cette même date.
Les derniers Intercités de nuit desservant cette gare, faisant partie du « Quadritranche », disparaissent en 2016. Il s'agit des relations Strasbourg – Montpellier – Cerbère (Portbou jusqu'en décembre 2015), supprimée le 26 juin, et Strasbourg – Marseille – Nice, dont la suppression intervient le 30 septembre.
En 2020, lors de la crise du coronavirus, la ligne TGV Mulhouse–Lille par Dijon est suspendue. Un premier projet de réactivation pour janvier 2027 est présenté en mars 2025, ramenant temporairement le terminus de la ligne à Dijon,.
Depuis 1991, le TER 200 circule sur la ligne de la plaine d'Alsace. Il permet de relier rapidement Colmar (25 minutes) et Strasbourg (50 minutes). La desserte régionale transfrontalière vers Fribourg est réactivée en décembre 2012. À partir de 2006, la desserte de cette ligne était effectuée seulement certains dimanches.
Relations desservant la gare
- TGV inOui et Lyria :
  - Paris-Gare-de-Lyon – Dijon – Mulhouse – Bâle – Zurich,
  - Paris-Gare-de-Lyon – Dijon – Besançon Franche-Comté TGV – Belfort - Montbéliard TGV – Mulhouse,
  - Francfort-sur-le-Main – Strasbourg – Mulhouse – Lyon – Marseille,
  - Luxembourg – Metz – Strasbourg – Mulhouse – Dijon – Lyon – Marseille,
  - Luxembourg – Metz – Strasbourg – Mulhouse – Dijon – Lyon – Montpellier,
  - Metz / Strasbourg – Mulhouse – Dijon – Lyon – Montpellier,
  - Nancy / Strasbourg – Mulhouse – Dijon – Lyon – Marseille – Nice,
  - Strasbourg – Mulhouse – Dijon – Lyon ;

- TER Grand Est :
  - Paris-Est – Troyes – Vesoul – Belfort – Mulhouse,
  - Mulhouse – Altkirch – Belfort,
  - Strasbourg – Sélestat – Colmar – Mulhouse – Saint-Louis – Bâle (TER 200),
  - Mulhouse – Bollwiller – Colmar – Sélestat – Erstein – Strasbourg,
  - Mulhouse – Rixheim – Saint-Louis – Bâle,
  - Mulhouse – Cernay – Thann – Wesserling – Kruth,
  - Mulhouse – Neuenburg am Rhein – Müllheim (correspondance systématique pour Fribourg-en-Brisgau, voire aller-retour direct le dimanche).

### Intermodalité

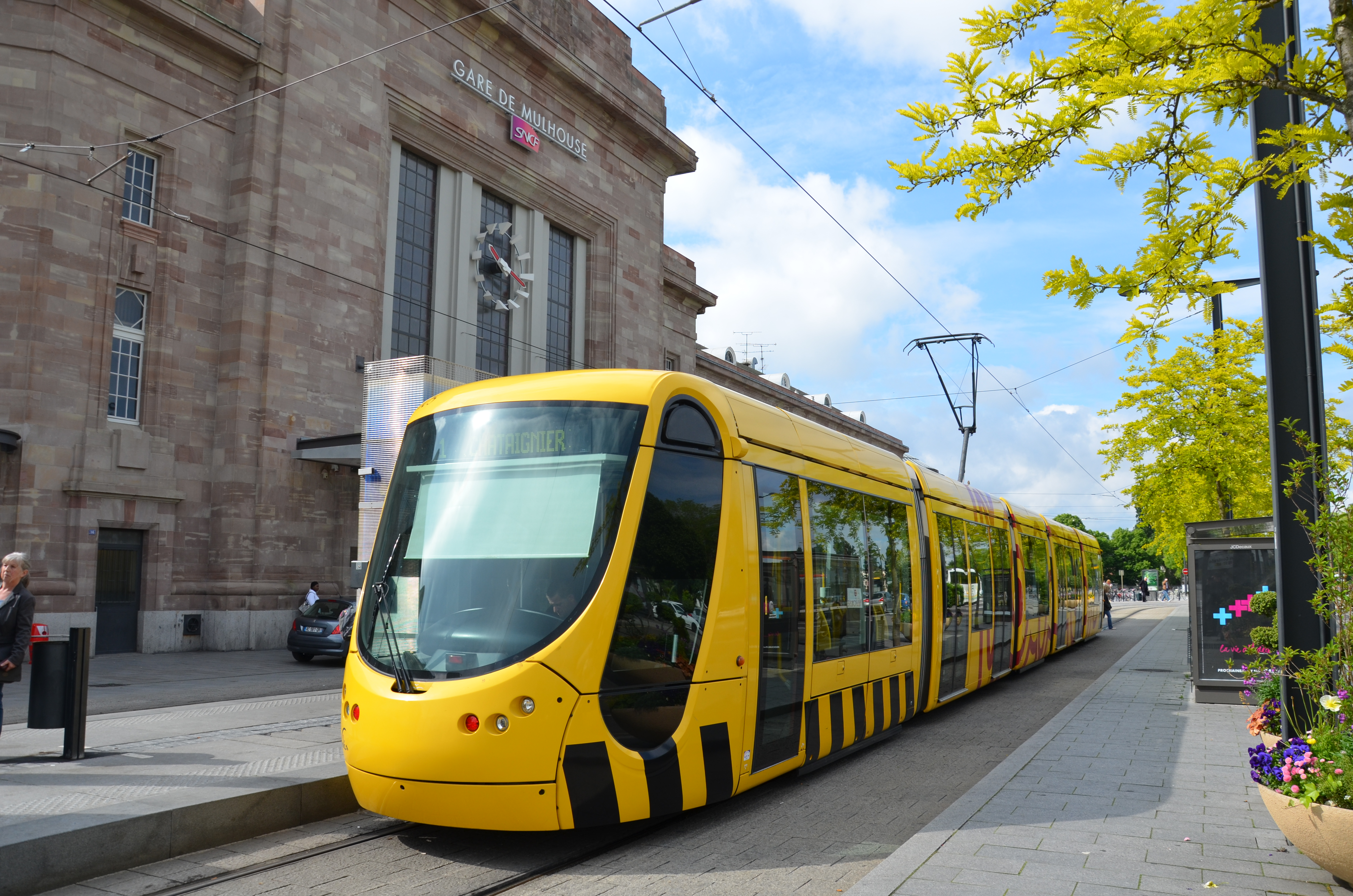
Tramway à la station Gare Centrale.

La gare de Mulhouse-Ville (nommé « gare centrale » pour les transports urbains) est le plus important pôle d'échange du réseau de transports en commun de l'agglomération mulhousienne exploité par la société Soléa. Il permet d'irriguer directement une grande partie de l'agglomération. La gare est également connectée grâce à ces lignes, à tous les pôles d'échanges du réseau urbain ce qui permet de desservir facilement l'ensemble de l'agglomération.
- Réseau urbain Soléa :
  - Tramway de Mulhouse : ligne 1 et ligne 3, d'une part, et tram-train Mulhouse Vallée de la Thur (station Gare Centrale), d'autre part ;
  - Lignes de bus : C5, C7, 10, 11, 51, 55, 56, 57, 58 et 59 ;
- Autocars départementaux.

## Service des marchandises
Cette gare est ouverte au trafic en wagon isolé.

## Autres gares de Mulhouse
- Gare de Mulhouse-Dornach : gare de la ligne de Strasbourg-Ville à Saint-Louis.
- Gare du Hasenrain : halte fermée de la ligne de Paris-Est à Mulhouse-Ville.
- Gare d'Île-Napoléon : gare fermée de la ligne de Mulhouse-Ville à Chalampé[22], à cheval sur les communes d'Illzach et de Rixheim.
- Gare de Mulhouse-Nord : gare de triage située sur la ligne de Lutterbach à Rixheim.